# Hans Amundsen
Hans Amundsen (Vestre Aker, 1885. március 23. – 1967. május 5.) norvég újságíró, biográfus és politikus. A Munkáspárt és a Szocialista Párt színeiben politizált. 1907 és 1914 között a Fremtiden, 1914 és 1919 között a Social-Demokraten, 1921 és 1927 között a Den Nye Social-Demokraten újságírója volt. Ő írta meg Christopher Hornsrud (1939) és Trygve Lie (1946) életrajzát.